# Šahovska olimpijada 1966.
17. Šahovska olimpijada održana je 1966. na Kubi. Grad domaćin bila je Havana.

## Poredak osvajača odličja
| Mj. | Država   | Bodova | Igrači |
| --- | -------- | ------ | ------ |
| 1.  | SSSR     | 39,5   |        |
| 2.  | SAD      | 34,5   |        |
| 3.  | Mađarska | 33,5   |        |

| Pobjednici       |
| ---------------- |
| SSSR Osmi naslov |